# Kliczkowicze
Kliczkowicze (dawniej Kleczkowicze, ukr. Кличковичі, Kłyczkowyczi) – wieś na Ukrainie, w obwodzie wołyńskim, od 2020 położona w rejonie kowelskim. 
W 2001 roku liczyła 40 mieszkańców.
Do 2020 w rejonie turzyskim.

## Historia
W czasach Rzeczypospolitej Obojga Narodów Kleczkowicze znajdowały się w województwie wołyńskim. W okresie zaboru rosyjskiego należały do gminy Stare Koszary w powiecie kowelskim guberni wołyńskiej. W czasach II Rzeczypospolitej w województwie wołyńskim.
W 1906 Kleczkowicze liczyły 34 domy i 243 mieszkańców. W 1989 roku zamieszkiwało je 70 osób. 
Od  XVII wieku do 1775 roku wieś była własnością rodziny Dostojewskich, przodków rosyjskiego pisarza Fiodora Dostojewskiego.